# チアフル・インサニティ・オブ・ジャイルズ・ジャイルズ&フリップ
『チアフル・インサニティ・オブ・ジャイルズ・ジャイルズ&フリップ』（The Cheerful Insanity of Giles, Giles and Fripp）は、イングランドのロック・バンドのジャイルズ・ジャイルズ&フリップ（GG&F）が1968年に発表したデビュー・アルバムである。

## 解説

### 経緯
1967年7月、GG&Fは初めてロンドンに行き、ジャイルズ兄弟のつてでコーラス・グループのフラワー・ポット・メンのバック・バンドになる可能性を見出した。そこで9月に故郷のドーセットからロンドンに移ったが、到着すると仲介業者からフラワー・ポット・メンが前日に他のバンドと契約してしまったと聞かされた。
失意の彼等は一旦引き返したが、ロンドンへの憧れを捨てきれずに数週間後に戻って、ブロンデスベリー・ロード（Brondesbury Road）に住み、各自が短期の演奏のバイトで生活を営んだ。そして家では曲を書いて練習し、やがて居間に仮説スタジオを設営してRevoxのレコーダーを使ってバンドのデモ録音を制作した。そしてイギリスのデッカ・レコード内に新しく設立されたデラム・レコード部門とアルバム1作とシングル2作を発表する契約を結び、契約金250英ポンドを受け取った。
1968年3月と4月、ロンドンのBroadhurst Gardensにあるデラムのスタジオでレコ―ディングが計4日を費やして行なわれた。デラムに所属するWayne Bickertonがプロデューサーに起用され、ニッキー・ホプキンスらのセッション・ミュージシャンが参加した。

### 内容
オリジナル・アルバムの収録曲の間には、片面にロバート・フリップ作「ロドニー・トーディ物語」、もう片面にマイケル・ジャイルス作「ジャスト・ジョージ」の朗読が収録された。
収録曲の大半はジャイルズ兄弟のボーカルを中心に据えたサイケデリックなポップ・ミュージックである。フリップ作の「組曲　第一番」と「エリュダイト・アイズ」には、プログレッシブ・ロックの代表格であるキング・クリムゾンへと進化する予兆が僅かながらに感じられるという指摘もある。
6月28日にシングル『どこにもいる男 / 新婚さん』、同年9月13日に本作が発表された。本作の売り上げは同年のデラム・レコードのアルバムで最低の「全世界で」（フリップ談）600部だった。

#### CDのボーナス・トラック
GG&Fは元フェアポート・コンヴェンションのジュディ・ダイブル（ボーカル）が『メロディ・メイカー』誌に掲載した広告を見て、シングル『どこにもいる男 / 新婚さん』が発表される直前の6月7日に彼女と彼女のボーイフレンドのイアン・マクドナルド（サクソフォーン、フルート、クラリネット）を迎えた。ダイブルは約一か月で脱退し、GG&Fとマクドナルドは7月6日に「木曜日の朝」のシングル・バージョンを制作し、マクドナルドのフルートとクラリネットとコーラスを追加した。
10月11日、2作目のシングル『木曜日の朝 / 象の歌』が発表されたが、注目を集めるには至らなかった。3人とマクドナルドは秋のスタジオ・セッションで「シー・イズ・ローディド」と「アンダー・ザ・スカイ」を録音したが、いずれもデラムに拒否された。

## 収録曲

### オリジナルLP
| #   | タイトル                                                                | 作詞・作曲    | 時間 |
| --- | ----------------------------------------------------------------------- | ------------- | ---- |
| 1.  | 「北国の草原 North Meadow」                                             | Peter Giles   | 2:29 |
| 2.  | 「ロドニー・トーディ物語（パート1） The Saga of Rodney Toady (Part 1)」 |               |      |
| 3.  | 「新婚さん Newly-Weds」                                                 | P. Giles      | 2:07 |
| 4.  | 「ロドニー・トーディ物語（パート2） The Saga of Rodney Toady (Part 2)」 |               |      |
| 5.  | 「どこにもいる男 One in a Million」                                     | Michael Giles | 2:25 |
| 6.  | 「ロドニー・トーディ物語（パート3） The Saga of Rodney Toady (Part 3)」 |               |      |
| 7.  | 「コール・トゥモロウ Call Tomorrow」                                    | P. Giles      | 2:31 |
| 8.  | 「ロドニー・トーディ物語（パート4） The Saga of Rodney Toady (Part 4)」 |               |      |
| 9.  | 「ディギング・マイ・ローン Digging My Lawn」                            | P. Giles      | 1:50 |
| 10. | 「ロドニー・トーディ物語（パート5） The Saga of Rodney Toady (Part 5)」 |               |      |
| 11. | 「リトル・チルドレン Little Children」                                  | Robert Fripp  | 2:48 |
| 12. | 「クラクスター The Crukster」                                           | M. Giles      | 1:35 |
| 13. | 「木曜日の朝 Thursday Morning」                                         | M. Giles      | 2:50 |

| #  | タイトル                                               | 作詞・作曲 | 時間 |
| -- | ------------------------------------------------------ | ---------- | ---- |
| 1. | 「ハウ・ドゥ・ゼイ・ノウ How Do They Know」            | M. Giles   | 2:14 |
| 2. | 「ジャスト・ジョージ（パート1） Just George (Part 1)」 |            |      |
| 3. | 「象の歌 Elephant Song」                               | M. Giles   | 3:15 |
| 4. | 「ジャスト・ジョージ（パート2） Just George (Part 2)」 |            |      |
| 5. | 「陽は輝いていても The Sun is Shining」                | M. Giles   | 3:06 |
| 6. | 「ジャスト・ジョージ（パート3） Just George (Part 3)」 |            |      |
| 7. | 「組曲 第1番 Suite No. 1」                             | Fripp      | 5:33 |
| 8. | 「ジャスト・ジョージ（パート4） Just George (Part 4)」 |            |      |
| 9. | 「エリュダイト・アイズ Erudite Eyes」                  | Fripp      | 5:05 |

### CD
| #   | タイトル                                                                                | 作詞・作曲    | 時間 |
| --- | --------------------------------------------------------------------------------------- | ------------- | ---- |
| 1.  | 「北国の草原 North Meadow」                                                             | Peter Giles   | 2:29 |
| 2.  | 「ロドニー・トーディ物語（パート1） The Saga of Rodney Toady (Part 1)」                 |               |      |
| 3.  | 「新婚さん Newly-Weds」                                                                 | P. Giles      | 2:07 |
| 4.  | 「ロドニー・トーディ物語（パート2） The Saga of Rodney Toady (Part 2)」                 |               |      |
| 5.  | 「どこにもいる男 One in a Million」                                                     | Michael Giles | 2:25 |
| 6.  | 「ロドニー・トーディ物語（パート3） The Saga of Rodney Toady (Part 3)」                 |               |      |
| 7.  | 「コール・トゥモロウ Call Tomorrow」                                                    | P. Giles      | 2:31 |
| 8.  | 「ロドニー・トーディ物語（パート4） The Saga of Rodney Toady (Part 4)」                 |               |      |
| 9.  | 「ディギング・マイ・ローン Digging My Lawn」                                            | P. Giles      | 1:50 |
| 10. | 「ロドニー・トーディ物語（パート5） The Saga of Rodney Toady (Part 5)」                 |               |      |
| 11. | 「リトル・チルドレン Little Children」                                                  | Robert Fripp  | 2:48 |
| 12. | 「クラクスター The Crukster」                                                           | M. Giles      | 1:35 |
| 13. | 「木曜日の朝 Thursday Morning」                                                         | M. Giles      | 2:50 |
| 14. | 「ハウ・ドゥ・ゼイ・ノウ How Do They Know」                                             | M. Giles      | 2:14 |
| 15. | 「ジャスト・ジョージ（パート1） Just George (Part 1)」                                  |               |      |
| 16. | 「象の歌 Elephant Song」                                                                | M. Giles      | 3:15 |
| 17. | 「ジャスト・ジョージ（パート2） Just George (Part 2)」                                  |               |      |
| 18. | 「陽は輝いていても The Sun is Shining」                                                 | M. Giles      | 3:06 |
| 19. | 「ジャスト・ジョージ（パート3） Just George (Part 3)」                                  |               |      |
| 20. | 「組曲 第1番 Suite No. 1」                                                              | Fripp         | 5:33 |
| 21. | 「ジャスト・ジョージ（パート4） Just George (Part 4)」                                  |               |      |
| 22. | 「エリュダイト・アイズ Erudite Eyes」                                                   | Fripp         | 5:05 |
| 23. | 「シー・イズ・ローディド She Is Loaded」(ボーナス・トラック)                            | P. Giles      | 3:11 |
| 24. | 「アンダー・ザ・スカイ Under the Sky」(ボーナス・トラック)                              | Fripp         | 4:01 |
| 25. | 「どこにもいる男（モノ・シングル・ヴァージョン） One in a Million」(ボーナス・トラック) | M. Giles      | 2:25 |
| 26. | 「新婚さん（モノ・シングル・ヴァージョン） Newly-Weds」(ボーナス・トラック)             | P. Giles      | 2:44 |
| 27. | 「木曜の朝（モノ・シングル・ヴァージョン） Thursday Morning」(ボーナス・トラック)       | M. Giles      | 2:57 |
| 28. | 「木曜の朝（ステレオ・シングル・ヴァージョン） Thursday Morning」(ボーナス・トラック)   | M. Giles      | 2:57 |

## 参加メンバー

### ジャイルズ・ジャイルズ&フリップ
- マイケル・ジャイルズ　Michael Giles – ドラムス、パーカッション、ヴォーカル、朗読（「ジャスト・ジョージ」）
- ピーター・ジャイルズ　Peter Giles – ベース、ヴォーカル
- ロバート・フリップ　Robert Fripp – ギター、朗読（「ロドニー・トーディ物語」）

### その他のミュージシャン
- Ted Barker、Cliff Hardy – トロンボーン
- レイモンド・コーエン、Gerry Fields、Kelly Isaccs、Boris Pecker、William Reid、G. Salisbury – バイオリン
- John Coulling、Rebecca Patten – ビオラ
- Alan Ford、Charles Tunnell – チェロ
- Ivor Raymonde – ストリングス・アレンジメント
- "The Breakaways" – バッキング・ヴォーカル
- Mike Hill、ニッキー・ホプキンス – キーボード

### 制作
- プロデューサー – Wayne Bickerton
- エンジニア – Terry Johnson、Bill Price、Martin Smith
- リマスタリング – Anthony Hawkins